# Skepticism
Skepticism ist eine finnische Funeral-Doom-Band aus Riihimäki, die im Jahr 1991 gegründet wurde.

## Geschichte
Die Band wurde im Jahr 1991 gegründet. Danach folgten die ersten lokalen Auftritte sowie die erste Veröffentlichung in Form einer Single. Nach ihrer Veröffentlichung verließ der Bassist die Band. Anfang 1993 veränderte sich die Besetzung der Band weiter, sodass die Gruppe aus einem Schlagzeuger, einem Gitarristen, einem Organisten bzw. Keyboarder und einem Sänger bestand. Die Gruppe hatte bei ihrer Gründung noch zwei Gitarristen, einen Bassisten und keinen Keyboarder bzw. Organisten. Diese Besetzung veränderte sich in den folgenden Jahren nicht mehr weiter.
Im Jahr 1993 erschien das Demo Aeother Kaear. Daraufhin erreichte die Band einen Vertrag bei Red Stream, wo im Jahr 1995 das Debütalbum Stormcrowfleet erschien. Auf dem Album war ein Session-Bassist zu hören, der sonst bei der Band Lihtede tätig war. In den folgenden Jahren schlossen sich die EP ethere und das Album Lead and Aether an. Nach der Veröffentlichung der EP Aes im Jahr 1998 wurde es still um die Band, ehe sie sich im Jahr 2002 mit der EP The Process of Farmakon zurückmeldete. Der Tonträger enthielt zwei Stücke des kommenden Albums Farmakon. Das Album erschien nach einiger Verzögerung -die Veröffentlichung war schon für den Herbst 2002 geplant- im Sommer 2003. Die EPs verhielten sich dabei beide Male in gleicher Weise zu den Alben, die sie begleiteten: sie enthielten Versionen von Stücken der Alben, die grundlegend verschieden waren. Die Band jedoch empfand beide Versionen als gleichermaßen gültig und wollte sich nicht zwischen ihnen entscheiden, veröffentlichte also beide.
Während der Vorbereitungen zu den beiden Veröffentlichungen hatte die Band im Januar 2001 in Turku ihren ersten Auftritt seit acht Jahren absolviert, zudem der erste Live-Auftritt mit der seit 1993 unveränderten Besetzung. Danach folgten weitere vereinzelte Auftritte sowie eine Tour 2003. Auch im Jahr 2004 trat die Band ein paar Mal in Finnland auf. Danach wurde es erneut still um die Band, ehe sie 2008 das Album Alloy veröffentlichte. Der Veröffentlichung folgte eine Europatournee zusammen mit Pantheist und Ophis. Von 2009 bis 2014 arbeitete die Band an neuem Material, das in Form eines neuen Albums unter dem Namen Ordeal am 18. September 2015 erschien, erstmals über Svart Records. Im Jahr 2007 gab Foreshadow Productions die Skepticism gewidmete Tribut-Kompilation Entering the Levitation – A Tribute to Skepticism heraus.
Anlässlich des 30. Jubiläums der Band veröffentlichte Skepticism im Frühjahr 2021 ihre, 2018 als Vinyl remasterte, Version des Albums Stormcrowfleet nun auch auf öffentlich zugänglichen Streaming-Plattformen. Außerdem kündigten sie ein neues, mit Companion betiteltes, Album an, aus dem mit Ankündigung des Albums ein erstes Stück veröffentlicht wurde. Companion erschien am 24. September 2021. Die Reaktionen auf das Album waren überwiegend positiv.

## Stil
Laut Bandbiografie auf skepticism.fi wird die Gruppe oft als Pioniere des Funeral Doom beschrieben. Dies bestätigte Christian Hector vom Metal Hammer, indem er schrieb, dass Skepticism und Thergothon die ersten richtigen Funeral-Doom-Alben veröffentlicht hatten. Er beschrieb das Genre, für das die Band stehe folgendermaßen: „Es geht mehr um Atmosphäre als um festgelegte Stilmittel. Es gilt, die Ästhetik des Scheidens, des Verfalls und letztlich des Todes in allen Facetten in Töne zu fassen: „Langsamst“, melancholisch, finster, totenblass, monoton und gleichzeitig urkräftig setzen die Künstler ihre Totenmärsche in Szene“. Die Band habe das erste reine Funeral-Doom-Album Stormcrowfleet und habe zuvor durch das Demo Aeothe Kaear den Begriff „Funeral Doom“ mitgeprägt. Stormcrowfleet erinnere mit Keyboards in Moll und „einem Gänsemarsch-Rhythmus […] [in den] überlangen Lieder tatsächlich an einen langsam dahinziehenden Trauerzug“. Zudem seien die Growls extrem tief. Das Album sei eine Blaupause für spätere Bands wie Shape of Despair, Pantheist und Worship gewesen. Martin Popoff beschrieb in seinem Buch The Collector’s Guide of Heavy Metal Volume 3: The Nineties die Musik auf Aes als Ambient-Doom und so obskur, dass sie mit den Werken von Neurosis vergleichbar sei. Die E-Gitarren und der Gesang klängen monoton. Das Schlagzeug klinge hingegen sehr dominant, wobei die Becken langsam dahinschleichen würden. Er empfahl die EP zudem Fans von Agalloch. Spätere Veröffentlichungen der Band weisen zudem eine erhöhte „Aufgeräumtheit und drängende Heavyness“ sowie den vermehrten „Wille zum Song“ in Abgrenzung zu den Alben vor Alloy, die kaum Stückweise zu betrachten sind. Vereinzelt tendiere die Band damit in den Melodic Death Doom.
Eero Pöyry verfasst überwiegend die Liedtexte. Diese werden als metaphorisch und aus der „Natur und Vergangenheit“ schöpfend wahrgenommen.
Mit ihrer thematisch-lyrischen Ausrichtung hebt sich die Gruppe vom Stereotyp des Genres aus „Misanthropie, Depression und Suizid“ ab. Eine Differenz die auch Pöyry betont.

„For me, the thing is, this music is not about sadness or depression. It’s purely an aesthetic choice: this is the kind of music that I find beautiful. People often get the wrong idea that this is music about suicide or depression. For some it might be, but for me it’s purely aesthetics. Slow, heavy and dark is beautiful to my ears.“

„Für mich geht es in dieser Musik nicht um Traurigkeit oder Depression. Es ist einfach eine ästhetische Entscheidung: Das ist die Art von Musik die ich schön finde. Oft bekommen die Leute die falsche Idee, dass es Musik über Suizid und Depression sei. Für manche mag das sein, für mich ist es rein ästhtetisch. Langsam, heavy und düster klingt in meinen Ohren schön.“

Der Keyboarder und Organist erstellt die Texte dabei auf die Stimmung der Musik hin ausgerichtet. Wobei er Musik und Text als Einheit eines Liedes betrachtet. Eine eindeutige Intention oder ein Hauptthema in den Texten negiert der Musiker allerdings. Die Rezipienten sollen Musik und Texte für sich wahrnehmen und interpretieren. Wesentlich im Entstehungsprozess sei „zuerst die Atmosphäre und dann das Werkzeug“ betonte auch der Gitarrist Jani Kekarainen.

## Diskografie

### Alben
- Stormcrowfleet (1995, Red Stream)
- Lead and Aether (1998, Red Stream)
- Farmakon (2003, Red Stream)
- Alloy (2008, Red Stream)
- Ordeal (2015, Svart Records)
- Companion (2021, Svart Records)

### EPs
- Ethere (1997, Red Stream)
- Aes (1998, Red Stream)
- The Process of Farmakon (2002, Red Stream)

### Sonstige
- Towards My End (Single, 1991, Eigenveröffentlichung)
- Aeothe Kaear (Demo, 1993, Eigenveröffentlichung)